# Спивак, Лев Волькович
Лев Во́лькович Спива́к (род. 20 мая 1937, Киев) — советский и российский физик, доктор физико-математических наук (1990), профессор (1992), заслуженный работник высшей школы Российской Федерации (2002). Автор сдвигово-дислокационной теории возврата и рекристаллизации при нагреве деформированных металлов и сплавов.

## Биография
Родился в Киеве в 1937 году. Окончил Пермский государственный университет в 1959 году. С 1959 года работал старшим инженером лаборатории ЕНИ при Пермском университете. В 1967 году защитил диссертацию «Влияние термоультразвуковой обработки при аустенизации на структуру и свойства сталей» на соискание степени кандидата технических наук. В 1969 году стал доцентом кафедры физики металлов, а в 1990 — доктором физико-математическим наук. С 2004 года является действительным членом РАЕН.
За значительный вклад в альтернативную энергетику и экологию награждён золотой медалью международного научного журнала «Альтернативная энергетика и экология».
Является членом комитетов международных симпозиумов «Безопасность и экономика водородного транспорта» и «Альтернативная энергетика и экология».

## Семья
- Жена — Рита Соломоновна Спивак, филолог.
  - Дочь — Моника Спивак (род. 1961), литературовед.

## Научные интересы
Автор сдвигово-дислокационной теории возврата и рекристаллизации при нагреве деформированных металлов и сплавов.
В сферу научных интересов входят закономерности фазовых превращений малоуглеродистых мартенситных сталей, влияние ультразвуковых колебаний на фазовые и структурные превращения в металлах и сплавах. Изучал природу механического последствия, внутреннего трения и релаксации напряжений в деформированных при низких температурах металлах. Открыл квазижидкое состояние в пересыщенных водородом неупорядоченных металлических сплавах (Pen-X-effect).

## Основные работы
- Спивак Л. В., Скрябина Н. Е., Кац М. Я. Водород и механическое последействие в металлах и сплавах. Пермь: Изд-во ПГУ, 1993. 344 с.[2]
- Khonik V.A., Spivak L.V. On the Nature of Low Temperature Internal Friction Peaks in Metallic Glasses // Acta. Metal. 1996. Vol. 44, No 1. P.367-381.[2]
- KalininY.E., SitnikovA.V., Skryabina N.E., Spivak L.V., Shadrin A.A. Barkhausen effect and percolation threshold in metal-dielectric nanocomposites // Journal of Magnetism and Magnetic Materials. 2004. 272—276. P. 893—894.[2]
- Spivak L.V., Skryabina N.E., Fruchart D., Cagnon L. The nature of deformation effect in metal-hydrogen systems // J. Alloys and Compounds. 2005. 404—406. 550—553.[2]
- Spivak L., Unarska E.L. Recularites of the shear modulus and deformation response in Al-H system // Advances in materials science. 2007. Vol.7 (1). P.191-197.[2]
- Спивак Л. В. Синергические эффекты деформационного отклика в термодинамически открытых системах металл-водород // УФН, 2008. Т. 178, № 9. С. 897-922.[2]
- Spivak L.V., Shelyakov A.V. Anomalous Thermal Effect in Crystallization of Hydrogenated Amorphous Alloys of the TiNi-NiCu Systems // Technical Physics Letters. 2009. Vol.35, No 12. P.1137-1139[2]
- Спивак Л. В., Шеляков А. В. Энергия активации и термоактивационные параметры процесса кристаллизации быстрозакаленных сплавов на базе TiNi // Изв. РАН. Физика. 2008. Т.73, № 9. С.1337-1339.[2]